# Type Dangerous
«Type Dangerous» (с англ. — «Опасный тип») — песня американской певицы Мэрайи Кэри, выпущенная 6 июня 2025 года лейблом Gamma в качестве лид-сингла с её предстоящего шестнадцатого студийного альбома Here for It All (2025). Песня стала первой крупной сольной работой Кэри с момента выхода альбома Caution в 2018 году.
Продюсерами трека выступили сама Кэри, NWi и Дэниел Мур. «Type Dangerous» содержит семпл из композиции «Eric B. Is President» дуэта Eric B. & Rakim, выпущенной в 1987 году.

## Предыстория
Песня была впервые анонсирована в коротком видео, опубликованном в социальных сетях Кэри, где она слушала трек под названием «T:D_MC16.mp3», сидя в машине с номерным знаком «MC16», что вызвало предположения о предстоящем шестнадцатом студийном альбоме. Сингл стал первым крупным сольным релизом певицы после альбома Caution (2018) и последовал за периодом, посвящённым сезонным промо-кампаниям и юбилейным переизданиям её предыдущих работ, включая расширенное переиздание The Emancipation of Mimi (2005), выпущенное в мае 2025 года в честь двадцатилетия альбома.
Трек, спродюсированный Кэри совместно с NWi и Дэниелом Муром, содержит семпл из композиции Eric B. & Rakim «Eric B. Is President» (1987). В своём пресс-заявлении Кэри выразила воодушевление по поводу выхода песни, назвав её «началом новой главы» и отметив, что провела много времени, работая над новым материалом.

## Музыка и текст
«Type Dangerous» — песня в жанре современного ритм-н-блюза, содержащая семпл из композиции «Eric. B Is President» (1987) дуэта Eric B. & Rakim. Её грув сочетается с ритмичной аранжировкой, объединяющей элементы нью-джек-свинга, соула и поп-музыки. Этот трек в стиле хип-хоп соул звучит уверенно и дерзко: Кэри выражает влечение к человеку, который, возможно, сулит неприятности, но именно такие неприятности она готова принять.
Текст песни повествует о том, что у Кэри нет времени на «недоброжелателей» и «всю эту канитель», и она чувствует, что ей нужен «определённый тип партнёра, способный не оставать от неё», возможно, кто-то опасный.

## Музыкальный видеоклип

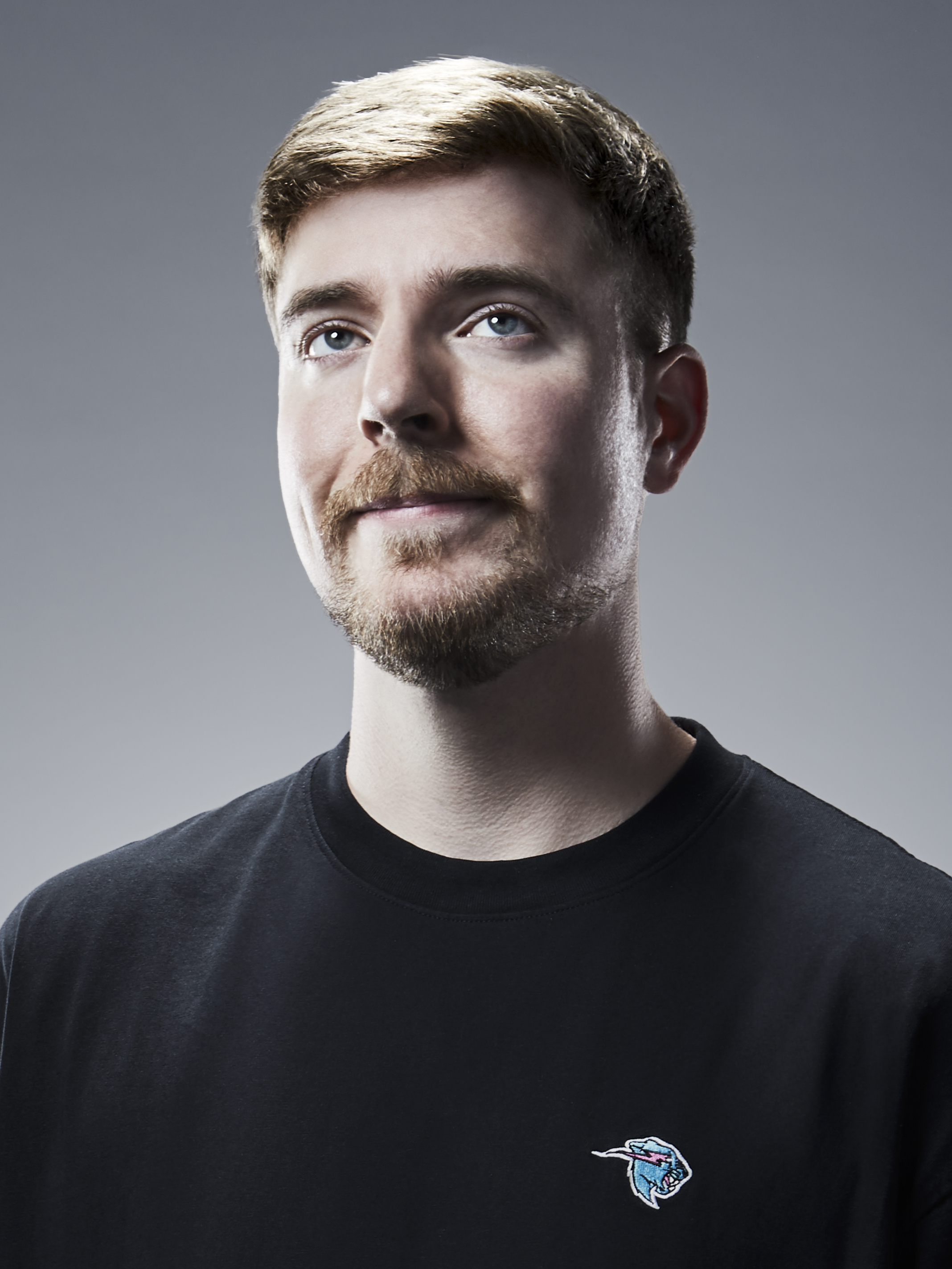
Американский ютубер MrBeast появился в качестве приглашённого гостя в музыкальном видео

Музыкальное видео на песню снял Джозеф Кан, премьера была запланирована на 13 июня. Перед релизом Кан анонсировал «потрясающий сюрприз» в видео. В итоге релиз видео был отложен на один день для завершения монтажа, и оно вышло 14 июня.
В видео Кэри «проходит через череду холостяков, отвергая их одного за другим» в семи различных сценах, также в клипе в качестве приглашённого гостя появляется американский ютубер MrBeast. Певица отвергает различные «типы» мужчин, включая Мистера Игрока (Mr. Gambler), Мистера Опасность (Mr. Danger), Мистера Изменщика (Mr. Traitor), Мистера Гонщика (Mr. Racer), Мистера Дилера (Mr. Diler), а затем и Мистера Биста (Mr. Beast), заставляя их всех исчезнуть. По мнению обозревателя Billboard Эшли Ясимоне, видеоклип отражает «гламурную атмосферу и чувство юмора» Кэри.

## Концертные выступления
Мэрайя Кэри впервые исполнила «Type Dangerous» 9 июня 2025 года на церемонии BET Awards 2025 в рамках попурри с песней «It’s Like That». К ней на сцене присоединился Раким, а Андерсон Пак аккомпанировал на ударных. Трек также вошёл в сет-лист выступления певицы на Capital’s Summertime Ball на стадионе Уэмбли 15 июня 2025 года.

## Список композиций
The Remixes EP
1. «Type Dangerous» (The Remix of the Gods; при участии Busta Rhymes, Redman и Method Man) — 3:46
2. «Type Dangerous» (The Sean Don Remix; при участии Big Sean) — 2:56
3. «Type Dangerous» (The Touch The Soul of the People Remix; при участии DJ Snake) — 3:25
4. «Type Dangerous» (The Brazil Funk Remix; при участии Luísa Sonza[англ.]) — 2:26

## Чарты
| Чарт (2025)                           | Высшая позиция |
| ------------------------------------- | -------------- |
| Australia Digital Tracks (ARIA)       | 4              |
| UK Singles Sales (OCC)                | 9              |
| США (Billboard Hot 100)               | 95             |
| США (Billboard Adult Pop Airplay)     | 22             |
| США (Billboard Hot R&B/Hip-Hop Songs) | 24             |
| США (Billboard Pop Airplay)           | 32             |
| США (Billboard R&B/Hip-Hop Airplay)   | 7              |
| США (Billboard Rhythmic)              | 20             |

## Хронология выпуска
| Страна | Дата        | Формат                               | Лейбл |
| ------ | ----------- | ------------------------------------ | ----- |
| Мир    | 6 июня 2025 | Цифровая дистрибуция стриминг [ 30 ] | Gamma |
| США    | 6 июня 2025 | Contemporary hit radio               | Gamma |